# Иванов, Владимир Алексеевич
Владимир Алексеевич Ива́нов (22 октября [3 ноября] 1886, Санкт-Петербург — 19 июня 1970, Тегеран) — русский и индийский историк-востоковед, арабист и иранист, исламовед, лингвист, один из основоположников научного исмаилитоведения, первый русский, ставший сотрудником Бенгальского Азиатского общества.

## Биография
Родился 22 октября (3 ноября) 1886 года в Санкт-Петербурге в семье военного врача Алексея Андреевича Иванова. Мать — Мария Филипповна Марченко, после Высших (Бестужевских) женских курсов работавшая учительницей. 
В 1907 году с золотой медалью окончил Царскосельскую гимназию и поступил в Санкт-Петербургский Императорский университет на факультет восточных языков. В первый год он учился арабскому языку у В. Р. Розена, а затем, после его смерти в 1908 году, обучался по курсу истории ислама и истории Центральной Азии у В. В. Бартольда. Персидский язык при этом ему преподавал историк В. А. Жуковский. В рамках обучения в 1910 году ему была выдана специальная стипендия на поездку в Иран, где он изучал язык, общаясь с местным населением: посетил Энзели, Тегеран, Исфахан, Мешхед, возвратившись через Туркестан.
В 1911 году, окончив университет с дипломом первого класса по иранистике и истории ислама, поступил на работу в персидский филиал Государственного банка России — Учётно-ссудный банк Персии. Его служба в Иране продолжалась с 1912 по 1914 год. Первоначально он был помощником управляющего Бирджендским агентством; в апреле 1913 года переведён в Керманшах; занимался изучением персидских диалектов на местах. Там же изучал народную поэзию Хорасана и других регионов Ирана. Путешествовал по Тигру до Басры, морем до Карачи и Бомбея; посетил Калькутту. На пути из Индии, через Бушир, провёл два с половиной месяца в Ширазе, где приобрёл несколько хороших рукописей. Результаты своих исследований он в дальнейшем опубликовал в серии из 20 статей, которые до сих пор предоставляют хорошую справочную информацию по теме.
В конце 1914 года вернулся в Россию и с 1 января 1915 года был принят на работу временным сотрудником в Азиатский музей Императорской Российской академии наук. В конце апреля того же года был направлен в Бухару, где пробыл до конца года; закупил для музея более тысячи арабских и персидских рукописей. По мнению Игнатия Крачковского, он был фанатичным любителем подобных вещей.
В феврале 1916 года был призван для отбывания воинской повинности в качестве «ратника ополчения второго разряда» и назначен переводчиком при иностранном отделении Главного управления Генерального штаба в Петрограде. Одновременно продолжал работу в Азиатском музее, делая по ночам описания рукописей. В том же году выдержал экзамен на степень магистра («кандидата») персидской словесности. В конце 1916 года скончался руководитель Азиатского музея филолог-иранист Карл Залеман и, сменивший его С. Ф. Ольденбург, назначил Иванова помощником хранителя восточных рукописей. В этом музее Иванов впервые познакомился с рукописями исмаилитов, к которым проявлял огромный интерес в дальнейшие годы. В частности он провёл каталогизацию коллекции персидских исмаилитских рукописей, которые ранее приобрёл для нужд заведения И. И. Зарубин. Ранее они хранились на территории Шофане, Рушане и других районах Бадахшана, входивших в состав Российской империи (ныне Афганистан и Таджикистан). Эти рукописи являются одними из важнейших источников по истории Низаритского государства в Персии.
В августе 1917 года был откомандирован в распоряжение Министерства иностранных дел, продолжая работу в Азиатском музее до 15 мая 1918 года, когда был направлен в Бухару с поручением собрать рукописи для пополнения коллекции музея. Однако из-за произошедшей революции обстановка в стране резко обострилась, в Средней Азии началось басмаческое движение и миссию пришлось отменить. Пришлось отложить желание В. А. Иванова поближе познакомиться с местными диалектами, родственными согдийскому языку.
Получив дипломатический паспорт от советского Представительства в Бухаре, он выехал 3 июня 1918 года в Персию, в город Мешхед. Сначала, в поисках средств к существованию, ему удалось найти «урок, к детям, за стол и комнату, в Себзеваре, где и прожил до марта 1919 г., продолжая безнадежные поиски работы». Став британским подданным, Иванов поступил на службу к британскому правительству в качестве переводчика в отдел транспорта британского отряда (East Persia Expeditionary Force), созданного для патрулирования Персо-Афганской границы и служил при британском генерале У. Диксоне, большом русофиле. Это дало много возможностей изучения местных крестьян и кочевников (курды, турки, афганцы, берберы и т. п.); он посетил современных исмаилитов, изучил новую литературу и получил информацию из первых рук об исмаилитах Персии, встретившись с Фидаи Хорасани
(ум. 1922), самым ученым персидским исмаилитом того времени.
Отряд был расформирован 13 ноября 1920 года, и Иванов уехал в Индию, где где прожил почти сорок лет, сначала в Калькутте, а затем в Бомбее. В Калькутте, по рекомендации покойного сэра Ашутоша Мукерджи, он был уполномочен Советом Азиатского общества Бенгалии каталогизироватьбольшую коллекцию персидских рукописей, хранящихся в библиотеке общества. Эта работа, включавшая около 4600 наименований, , была опубликована в четырех томах в серии Bibliotheca Indica в 1924, 1926, 1927 и 1928 годах. Сам Иванов приобрел от имени Азиатского общества более 100 томов персидских рукописей. В то же десятилетие появилась его первая работа по исмаилизму - "Исмаилитика", опубликованная в "Мемуарах Азиатского общества Бенгалии" в 1922 году. Эта работа, помимо ранее опубликованных поэтических произведений  Насира-и Хусрава, впервые включала издания и переводы подлинных низаритских исмаилитских текстов.
В 1928 году Иванов  посетил Персию (Бушир, Шираз, Техран, Мешхед, Дуздаб) и совершил свой первый визит в Аламут. В том же году ему было поручено каталогизировать арабские
рукописи в Библиотеке Королевского Азиатского общества Бенгалии. В Иране и Индии Иванов собрал более 1500 манускриптов, а по поручению Макгиллского университета собрал большую коллекцию рукописей и печатных книг по медицине. Проделав значительную работу в этой должности, он ушел в отставку в марте 1930 года и переехал в Бомбей, где по его инициативе была создана «Ассоциация для изучения мусульманства» (Islamic Research Association), совершившая в начале 1930-х годов прорыв в исследованиях исмаилизма. Был составлен «Путеводитель по исмаилитской литературе» (Лондон, 1933), который стал первым указателем ранее неизвестного богатого и разнообразного литературного наследия исмаилитов и оставался незаменимым исследовательским инструментом в течение нескольких десятилетий, предоставляя материал для исследователей исмаилизма. 
В 1937 году Иванов совершил свой второй визит в Аламут, и обнаружил в деревнях Анджудан и Кахак, обе около Махаллата, могилы нескольких низаритских исмаилитских имамов. Примерно двадцать лет спустя Иванов получил заказ от Исследовательской группы Момбасы,Кения, провести максимально полное обследование Аламута, что он и сделал в 1957 и 1958 годах (его отчет под названием «Аламут и Ламасар» был опубликован в серии «Исмаилитское общество» в 1960 году). 
К 1963 году, когда В. А. Иванов опубликовал второе издание  каталога "Исмаилитская литература: Библиографический обзор" (Тегеран, 1963), было найдено ещё несколько сотен рукописных источников; область исмаилитских исследований в целом претерпела революцию благодаря совместным усилиям Иванова и нескольких других ученых, в частности А.А.А. Файзи, Хосейна Ф. аль-Хамдани (1901–1962), Захеда Али (1888–1958) и Анри Корбена. В 1946 году было создано Ismaili Society of Bombay, в котором Иванов стал почётным секретарём.
В 1959 году переехал в Тегеран, где и провёл свои последние годы; на момент своей смерти, несмотря на свой преклонный возраст, у Иванова было несколько работ в стадии подготовки, включая новое издание «Ваджх-и дин» Насира-и Хусрава, основанное на старейшей известной рукописи, полученной из Шугнана. У Иванова не было ни времени, ни желания занимать академические должности, он избегал международных собраний востоковедов, хотя и был членом как 21-го Международного конгресса востоковедов, состоявшегося в Париже в июле 1948 года, так и Конгресса Авиценны, состоявшегося в Тегеране в апреле 1954 года. Аналогичным образом, Иванов испытывал сильную неприязнь к почестям и наградам. Тем не менее, он удостоился награды от шаха Ирана. Иванов скончался в Тегеране 19 июня 1970 года.

## Научные труды
Владимир Иванов вместе с такими учёными как Ш. М. Штерн и В. Маделунг стал основоположником научного исмаилитоведения — ветви исламоведения, специализирующейся на изучении исмаилизма, его течений (в частности, карматов) и Фатимидского халифата. Во многом именно благодаря его фундаментальным усилиям по первоначальному описанию религии и её доктрин, а также благодаря опубликованным им трудам и ранним рукописям, историки, которые в дальнейшем изучали и продолжают изучать исмаилизм (такие как Тьерри Бьянки, Фархад Дафтари, Мариус Канар и многие другие), смогли провести свои исследования и восстановить значительную часть реальной истории Фатимидского государства и его религии. Всего Ивановым было написано около 120 научных работ и большое количество рецензий.